# Darrell Scott
Darrell Scott (London (Kentucky), 6 augustus 1959) is een Amerikaanse singer-songwriter.

## Biografie

### Jeugd
Scott werd geboren als zoon van de muzikant Wayne Scott op een tabaksplantage in London, Kentucky. Zijn ouders verhuisden naar East Gary, Indiana toen tabak te weinig opleverde. Toen Scott acht was verhuisde het gezin naar Californië. Daar verliet zijn moeder het gezin en werden Darrell en zijn vier broers opgevoed door hun vader. Door veel te verhuizen zorgde Wayne Scott dat zijn zoons geen verkeerde vrienden kregen. Het gezin richtte zich sterk op zichzelf en men voelde zich verbonden door samen te musiceren. Daarnaast las Darrell veel literatuur, en realiseerde hij zich al vroeg dat er weinig verschil was tussen de poëzie van Dylan Thomas en de liedteksten van Hank Williams. Door zijn vader leerde hij de grote songwriters kennen, en zag hij ze spelen in de Grand Ole Opry.
Vanaf zijn 16e speelde Scott in wegrestaurants in Californië en vertrok later naar Toronto waar hij pedalsteel speelde bij de Mercy Brothers. Ze hadden drie hits in Canada met liedjes die Scott schreef. Ondanks dit succes verhuisde hij naar Boston, waar hij aan Tufts University poëzie studeerde bij Philip Levine.
Terwijl hij aan Tufts studeerde, slaagde hij erin om auditie te doen bij SBK Records, een onderdeel van EMI. In 1991 nam hij een compleet album op met producer Norbert Putnam, maar SBK besloot het niet uit te brengen omdat men verwachtte dat het geen hit kon opleveren. In 2003 nam Scott dit album opnieuw op en bracht het op zijn eigen label uit als Theatre of the Unheard.

### Carrière
Teleurgesteld door zijn ervaring met SBK verhuisde Scott naar Nashville, raakte bevriend met muzikanten als Verlon Thompson en Sam Bush en rolde van de ene samenwerking in het andere, om uiteindelijk een van de meestgevraagde sessie-muzikanten en liedjesschrijvers van Nashville te worden.

## Optredens in Nederland
- oktober 2004 met Suzy Ragsdale: o.a. Take Root (Assen), WVHEDW (Amsterdam) en Roots of Heaven III (Haarlem)
- februari 2008 met Casey Driessen: De Schalm (Westwoud); In the Woods (Lage Vuursche); Paradiso (Amsterdam); Transvaria (Den Haag); De Slotplaats (Bakkeveen)

## Liedjes gecoverd door andere artiesten
- "It's a Great Day To Be Alive" - Travis Tritt, Pat Green
- "You'll Never Leave Harlan Alive" - Brad Paisley, Patty Loveless
- "Long Time Gone" - Dixie Chicks
- "We've Got Nothing But Love to Prove" - Faith Hill
- "Proving You Wrong" - Keb' Mo'
- "Out In The Parking Lot" - Guy Clark
- "River Take Me" - Sam Bush
- "Heartbreak Town" - Dixie Chicks
- "Head South" - Robinella
- "Family Tree" - Darryl Worley

## Discografie
- Aloha From Nashville (1997) - op Sugar Hill Records
- Family Tree (1999) - op Sugar Hill Records
- Real Time (met Tim O'Brien) (2000)
- Theatre of the Unheard (2003)
- Live in NC (met Danny Thompson and Kenny Malone) (2004)
- The Invisible Man (2006)
- Modern Hymns (2008)
- A Crooked Road (dubbel-cd) (2010)
- Long Ride Home (2012)
- We're Usually A Lot Better Than This (met Tim O'Brien) (2012)
- Memories and Moments (met Tim O'Brien) (2013)
- 10 (Songs of Ben Bullington) (2015)
- Couchville Sessions (2016)

- Gemeinsame Normdatei: 133901912
- International Standard Name Identifier: 0000 0000 5547 6760
- Library of Congress Control Number: n2006065102
- MusicBrainz: 98063361-cdd8-4a9e-b95c-1f29bff780d6
- SNAC: w6p55x35
- Virtual International Authority File: 45505210
- WorldCat: E39PCjGgDtw4xhMkfXv9yBDFyq